# Vlindermes

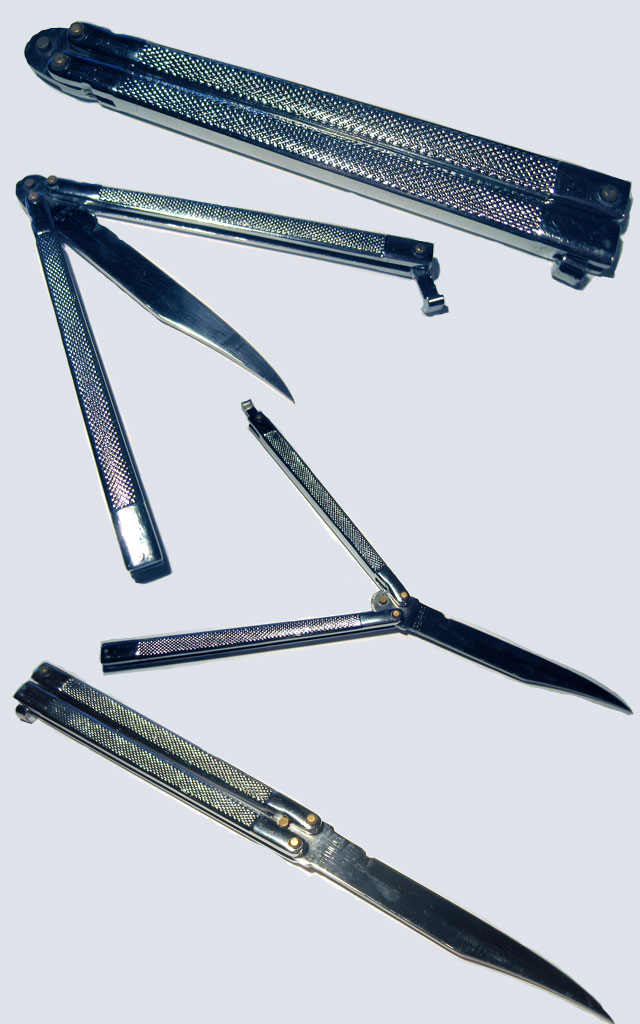
Vlindermes in verschillende posities

Het vlindermes of balisong is een opvouwbaar zakmes met twee handvatten die rond kunnen draaien in tegengestelde richting, dusdanig dat, wanneer het mes gesloten is, het lemmet binnen de groeven in de handvatten wordt verborgen. Het lemmet kan door een ervaren gebruiker snel worden uitgevouwen met één hand. Bewegingen met het mes worden gemaakt als kunstvorm of voor het vermaak en vereisen grote vaardigheid.

## Geschiedenis
Het vlindermes is afkomstig van de Filipijnen. De Filipino's maakten het mes om het snel en gemakkelijk uit te kunnen vouwen met slechts één hand als werktuig. Na de Spaans-Amerikaanse oorlog in 1898, kwamen de Amerikanen in de Filipijnen en kregen de soldaten daar als cadeau een balisong. Ze brachten ze mee naar huis en in Amerika is het een soort trend geweest die zich voortzette.

## Stijlen van 'flippen'
Tot op de dag van vandaag worden er twee stijlen in 'flippen' genoemd: de Fillipino style, en de american style. In De Filipijnse stijl verliest men fysiek in geen geval het contact met de balisong tijdens het flippen. Ook is kenmerkend dat ze het mes terugduwen in de andere richting door hun andere hand te gebruiken. In de Amerikaanse stijl laat men de balisong los en doet men 'aerials' - hierbij gooien ze de balisong in de lucht en trachten ze hem weer op te vangen.

## Trainers

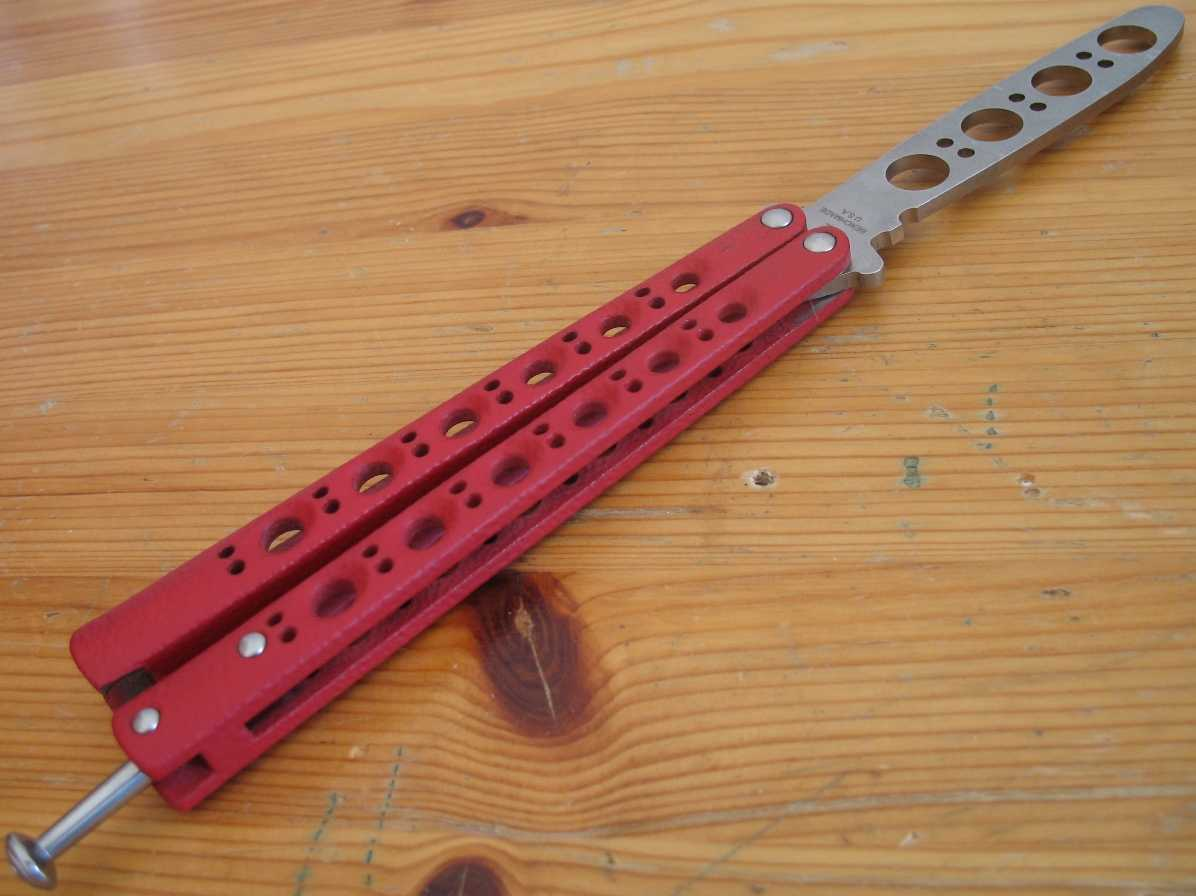
Een vlindermes trainer

Niet alle balisongs zijn scherp. Ook bestaan er zogeheten trainers. Dit zijn vlindermessen met een bot lemmet die - zoals de naam suggereert - bedoeld zijn voor het oefenen van bewegingen met het mes. Ze kunnen ook bedoeld zijn voor recreatieve doeleinden. Voor trainers gelden dezelfde wetten als voor scherpe vlindermessen.

## Wetgeving in Nederland
- Per 1 mei 2012 geldt volgens Artikel 2 van de Nederlandse wet "Wet wapens en munitie" (Wwm) een algeheel verbod op stiletto's, vlindermessen en valmessen.
- Volgens Artikel 13 van de Wwm, is het "verboden een wapen van categorie I te vervaardigen, te transformeren, voor derden te herstellen, over te dragen, voorhanden te hebben, te dragen, te vervoeren, te doen binnenkomen of te doen uitgaan. "
- De Nederlandse politie stelt dat vlindermessen geen zakmessen zijn en deelt alsmede mee dat deze streng verboden zijn. De boete voor het bezitten van een dergelijk mes bedraagt sinds 1 mei 2012 daarom €350.[2]